# Osmocom
 (avril 2023).
Osmocom est un projet informatique comprenant toute une famille de projets de télécommunications mobile libres, parmi lesquels OsmocomBB, OsmocomGMR, OsmoSDR...

## OsmocomBB
OsmocomBB (open source mobile communications base band) est un projet d'ouverture du protocole et de la puce GSM créé par Harald Welte en janvier 2010.
En effet, tous les téléphones actuels sur le marché de la téléphonie mobile possèdent du code propriétaire dans la puce GSM (sans exception).
L'idée de Harald Welte pour OsmocomBB consiste donc à libérer la norme GSM en y introduisant du logiciel libre :
« Il est temps vous ne trouvez pas ? Après 19 années de code propriétaire tournant dans les puces GSM de milliards de téléphones, il est plus que temps d'apporter la lumière de la liberté dans ce coin sombre de l'informatique. Pour moi, c'est le Saint Graal du logiciel libre : arriver à le répandre au-delà du PC, au-delà des systèmes d'exploitation et des programmes utilisateurs. L'implanter dans les milliards de périphériques embarqués où tout le monde est actuellement coincé avec du logiciel propriétaire sans alternative. Les gens tiennent pour acquis le fait de devoir faire tourner des mégaoctets de code propriétaire, sans aucune protection de la mémoire, sur un réseau non sécurisé (GSM). Qui ferait ça avec son PC sur Internet, sans un pare-feu et un flot constant de corrections de sécurité pour le logiciel ? Et pourtant des milliards de gens font ça avec leur téléphone en permanence. J'espère qu'avec notre travail viendra un temps où les gens qui ont payé pour leur téléphone seront à même de vraiment le posséder et contrôler ce qu'il fait. »

## OsmocomGMR
OsmocomGMR est un projet dont l'objectif est de fournir une implémentation rigoureuse des diverses couches GMR-1.

### GMR-1
GMR-1 (« geo mobile radio ») est un ensemble de spécifications décrivant un réseau de téléphonie mobile satellitaire inspirées de la norme GSM.
Thuraya est l'un des opérateurs utilisant la technologie GMR-1 dont la couverture s'étend sur les régions Europe, Afrique, Asie, et Australie.

## OsmoSDR
OsmoSDR  est un projet de radio logicielle dont le but est de déporter le traitement du signal radio sur la couche logicielle. Le dispositif est composé d'une brique hardware compatible USB, d'un firmware et du logiciel GNU Radio.